# Грязи

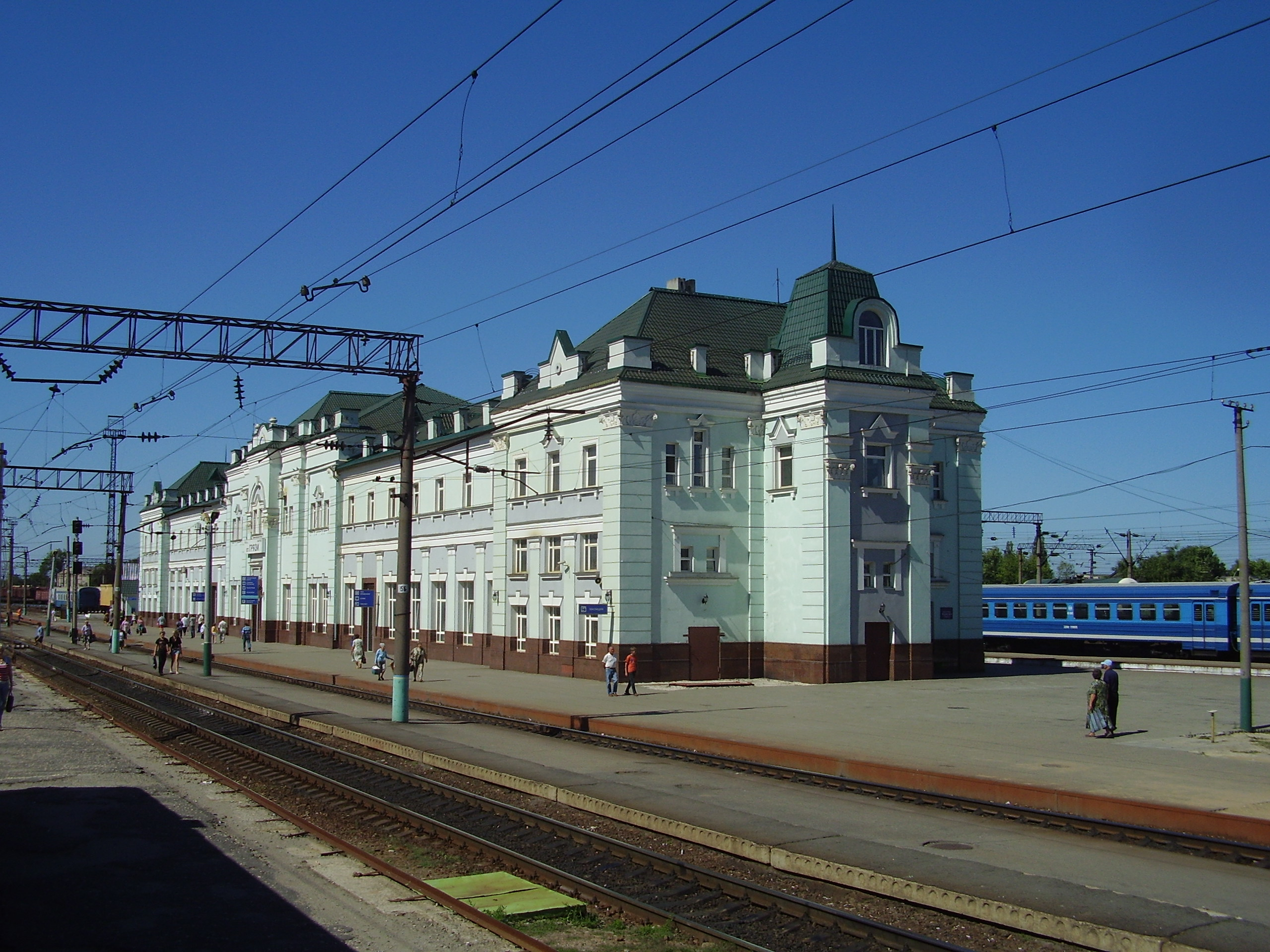
Вокзал станции Грязи-Воронежские

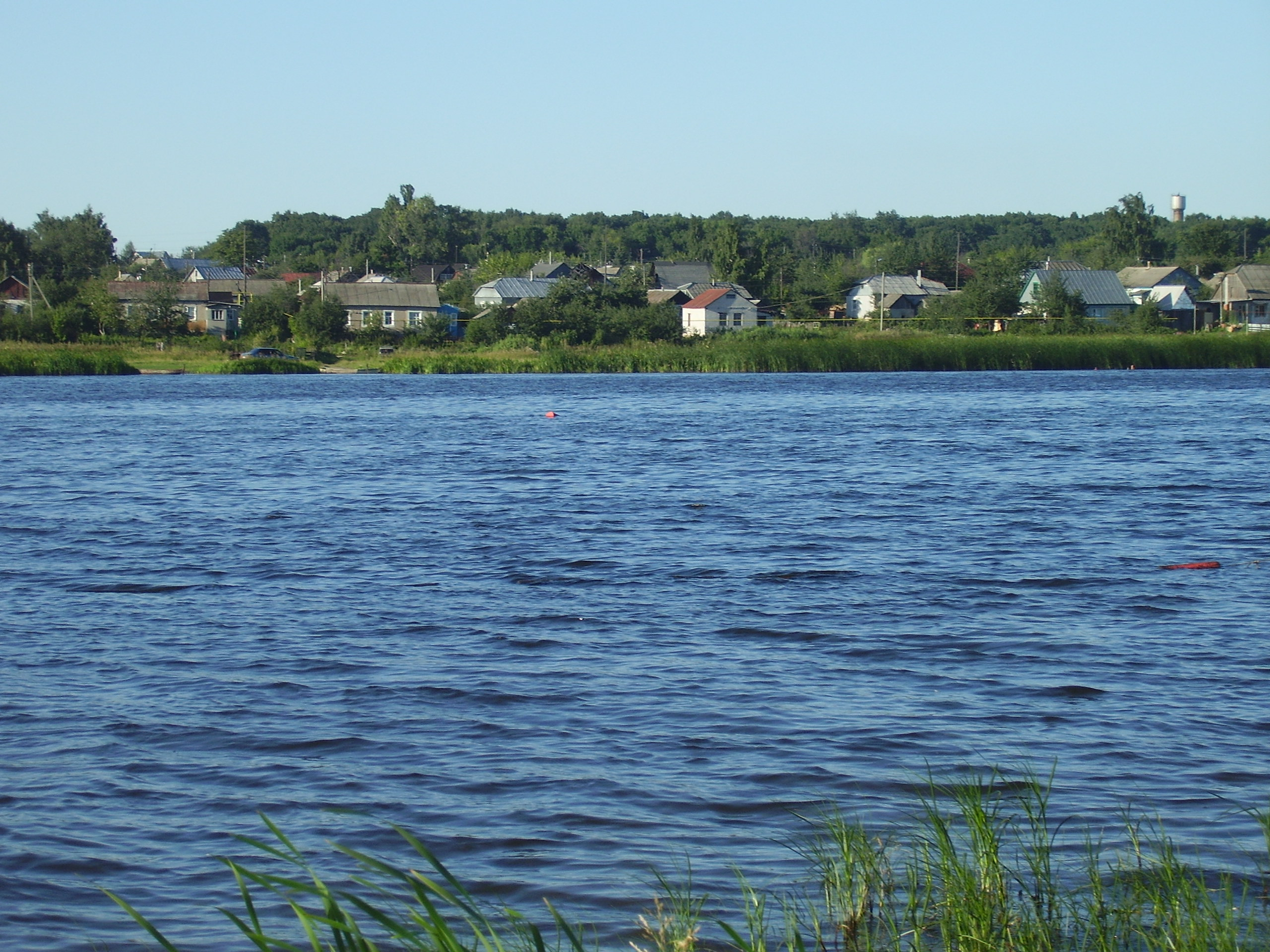
Река Матыра в Грязях

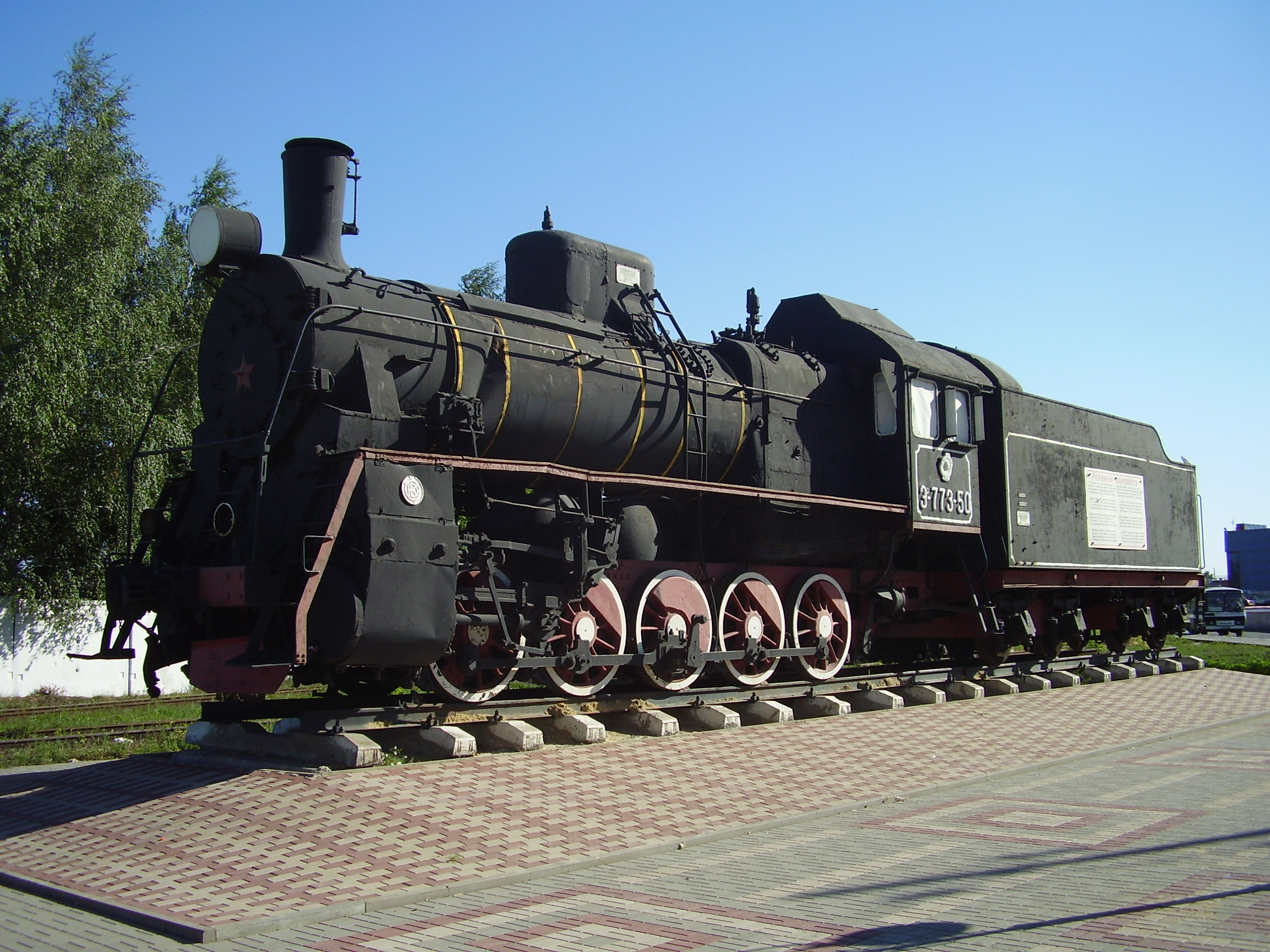
Паровоз-памятник в Грязях у автовокзала

Гря́зи (при склонении — Гря́зей) — город в Липецкой области России. Административный центр Грязинского района. Образует городское поселение город Грязи.
Город-спутник Липецка, выполняющий функцию железнодорожного узла для жителей областного центра. Входит в Липецко-Грязинскую агломерацию.
Третий по численности населения город Липецкой области.

## География
Расположен на реке Матыре в 20 км к юго-востоку от Липецка. Высота центра города над уровнем моря около 120 м. Расстояние до Москвы — 458 км.

## История
До Русской революции
Деревня Грязи известна с XVII века. С 1773 года здесь существовала деревянная церковь. Село Грязи отображено на Планах генерального межевания Липецкого уезда Тамбовской губернии в 1796 году. В 1868 году у села через мост прошла железнодорожная линия Москва — Воронеж. На ней на другом от села берегу Матыры построили станцию (ныне Грязи-Воронежские), которую назвали по соседнему крупному селу Грязями. Население пристанционного посёлка стало насчитывать 1300 жителей (около 170 дворов).

В 1869 году отсюда потянулись линии в сторону Ельца и Борисоглебска, и станция стала узловой.
По данным переписи 1897 года в посёлке при железнодорожной станции Грязи Липецкого уезда Тамбовской губернии проживало 2345 жителей (1164 мужчины и 1181 женщин), из них 2258 православных.
В 1896 году построена деревянная церковь Животворящего Креста Господня, в 1899 году открыт церковный приход. В 1911 году в посёлке было 303 двора великороссов (преимущественно железнодорожных служащих), проживало 2118 человек (1053 души мужского пола и 1065 женского). В штате церкви состояли два священника, дьякон и два псаломщика; ей принадлежало 350 саженей земли. Имелись церковно-приходская мужская двухклассная и земская женская одноклассная школы.
В последующие годы развивающийся пристанционный посёлок поглотил находящуюся рядом небольшую бывшую владельческую деревню Дмитриевку (в 1911 году — 50 дворов, 157 мужчин и 172 женщины). В настоящее время это место города, где проходит Первомайская улица.
24 августа (6 сентября) 1917 года на станции Грязи был убит солдатами русский историк и фенолог, князь Борис Леонидович Вяземский.
Советское время
В советское время Грязи значительно выросли и благоустроились. Липецкий писатель и поэт Цветаев в своём стихотворении «Город Грязи» решил сегодняшний город сделать краше, делая акцент на старых «грязных» Грязях:
Я помню город давних лет:

Полуразбитые дороги,

Откуда к каждому порогу

Тянулся липкой грязи след.

Но отступила грязь с годами.

Закрыты в город ей пути.

Теперь хоть в тапочках иди —

Асфальт упругий под ногами.
По переписи 1926 года в посёлке городского типа Грязи, получившем этот статус 13 декабря 1926 года, центре Грязинской волости Липецкого уезда, было 1232 домовладения и 9306 жителей (4415 мужчины, 4891 женщина). По спискам сельскохозяйственного налога на 1928/1929 годы в посёлке, ставшем центром Грязинского района Козловского округа ЦЧО, было 1356 хозяйств и 9988 жителей.
В 1928 году на средства Юго-Восточной железной дороги в Грязях был построен Клуб железнодорожников. В 1991 году в нём создали театральный коллектив под руководством режиссёра А. Бабина.
В 1938 году первый секретарь грязинского РК Д. Ф. Лукинов предложил переименовать посёлок Грязи в город Ежов. Например, на стрелочном заводе арестовали 15 человек, многих из которых расстреляли, в их числе — двух начальников завода. В голосовании о переименовании приняли участие все собравшиеся на митинг у железнодорожного клуба. Однако единогласное «да» к решению о смене названия не привело: «врагом народа» был признан и позже расстрелян и сам Ежов. А 4 декабря 1938 года рабочий посёлок Грязи получили статус города с прежним названием, присоединив соседнее крупное село Таволжанку.
С 1 февраля 1963 по 11 января 1965 года город Грязи был городом областного подчинения.
В 1963 году через реку Матыру построили железобетонный мост; он соединил город Грязи с бывшим селом Грязи. Ранее на этом месте был понтонный мост.
В 1965 году на Красной площади был сооружён памятник Неизвестному Солдату. В 1985 году на этом месте воздвигли мемориал Воинской славы с Вечным огнём. 8 мая 1982 года на постаменте установили гвардейский миномёт «катюша», привезённый из Ржева участником войны А. И. Тимофеевым; памятник посвятили командиру первой батареи капитану И. А. Флёрову. Рядом с мемориалом в мае 2000 года открыли Аллею Героев.
В 1970 году в Грязях построили ещё один мост — через реку Байгору. Дорога, которая проходит через мост, соединяет Грязи с Добринкой.
В 1979 году к Грязям присоединилось село Грязи.

## Символика
25 ноября 1992 года у города появляется первый герб: Серебряный пояс герба означает реку Матыру, на которой стоит город. Яблоневая ветвь — символ садов, находящихся в городе и в окрестностях в изобилии. Железнодорожный знак означает, что город является крупным железнодорожным узлом, положившим начало городу. Зелёный цвет — символ надежды, радости, изобилия. Чёрный цвет — символ чернозёма. Липовое дерево в левом верхнем углу означает, что город расположен в Липецкой области.
25 декабря 2008 года решением Совета депутатов Грязинского городского поселения (#264) был утвержден современный герб, геральдическое описание (блазон) которого гласит:
В поле, дважды скошенном лазурью, червленью и зеленью — серебряный обод шестерни и внутри его золотое крылатое колесо, правое крыло которого — позади, а левое — поверх шестерни

## Население
| 1897    | 1931    | 1939    | 1959    | 1967    | 1970    | 1979    | 1989    | 1992    | 1996    | 1998    |
| ------- | ------- | ------- | ------- | ------- | ------- | ------- | ------- | ------- | ------- | ------- |
| 1700    | ↗10 600 | ↗25 881 | ↗34 425 | ↗37 000 | ↗41 292 | ↗42 624 | ↗47 458 | ↗47 600 | ↗48 300 | ↗48 800 |
| 2001    | 2002    | 2003    | 2005    | 2006    | 2007    | 2009    | 2010    | 2011    | 2012    | 2013    |
| ↗49 300 | ↘47 478 | ↗47 500 | ↘46 900 | ↘46 600 | ↘46 500 | ↘46 405 | ↗46 807 | ↗46 817 | ↘46 671 | ↘46 441 |
| 2014    | 2015    | 2016    | 2017    | 2018    | 2019    | 2020    | 2021    | 2024    | 2025    |         |
| ↘46 166 | ↗46 289 | ↗46 503 | ↗46 586 | ↘46 492 | ↗46 608 | ↗46 683 | ↘43 908 | ↘43 771 | ↘43 640 |         |

На 1 января 2025 года по численности населения город находился на 349-м месте из 1124 городов Российской Федерации.
Национальный состав
По итогам переписи населения 2020 года проживали следующие национальности (национальности менее 0,1 % и другое, см. в сноске к строке «Другие»):
| Национальность | Численность, чел. | Доля     |
| -------------- | ----------------- | -------- |
| Русские        | 41 233            | 93,91 %  |
| Цыгане         | 708               | 1,61 %   |
| Армяне         | 163               | 0,37 %   |
| Таджики        | 151               | 0,34 %   |
| Украинцы       | 108               | 0,25 %   |
| Татары         | 86                | 0,20 %   |
| Азербайджанцы  | 48                | 0,11 %   |
| Другие         | 1411              | 3,21 %   |
| Итого          | 43 908            | 100,00 % |

## Экономика и инфраструктура

### Промышленность
Основные предприятия города — Грязинский завод гидрооборудования («Гидравлик», построен в 1968—1971 годах), Грязинский культиваторный завод, машиностроительный завод «Элеватормельмаш», Грязи-Орловский мотовозоремонтный завод (после реструктуризации Министерства путей сообщений завод был переориентирован на выпуск контейнеров, впоследствии передан в компанию «Трансконтейнер»).
Пищевая промышленность представлена Грязинским пищевым комбинатом и крупнейшими в области Грязинским сахарным заводом (мощность — 15 тыс. центнеров в сутки, построен в 1961 году; производство сахара осуществляется из сахарной свёклы, в изобилии культивируемой на окрестных полях), заводом пищевых концентратов, а также элеватором и семенным заводом французской компании Groupe Soufflet (открыты в 2010 году).
В 2006 году к западу от города началось строительство заводов Особой экономической зоны промышленно-производственного типа «Липецк». По состоянию на 2020 год построено и функционируют 26 заводов, помимо объектов самой экономической зоны. Планируется строительство ещё 34 заводов.

### Транспорт

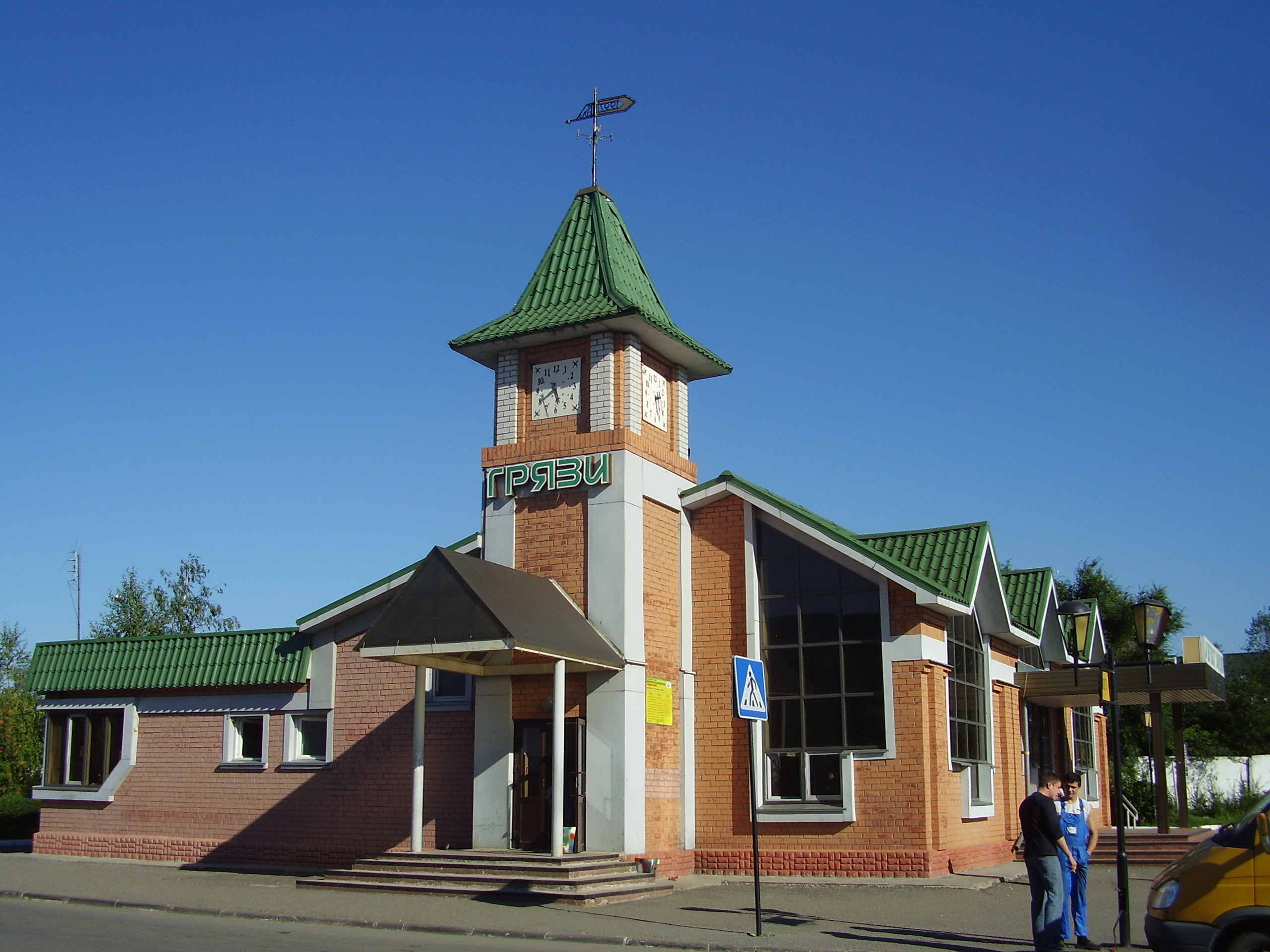
Автовокзал

Грязи прежде всего — крупный железнодорожный узел Юго-Восточной железной дороги(ЮВЖД), находящийся на пересечении двух магистральных линий (направления на Москву, Ростов, Орёл, Волгоград). На территории города находятся четыре железнодорожных раздельных пункта: три станции — Грязи-Воронежские, Грязи-Волгоградские, Грязи-Орловские, и путевой пост 474 км.
В 1998 году открыт автовокзал «Грязи» (архитектор — Мирон Мордухович).
Автодороги из города имеют три основных направления — на Липецк, на Добринку и на трассу Р119 Орёл — Липецк — Тамбов. Грязинское шоссе помимо связи с областным центром обслуживает также ОЭЗ «Липецк»; бо́льшей своей частью эта дорога двухполосная.
Городской транспорт представлен исключительно автобусами и маршрутными такси.
Имеется аэродром «Грязи».

### Торговля
Крупные торговые объекты — райпо, гипермаркет «Линия», торгово-развлекательные центры «Айсберг» и «Грязи». Представлены также федеральная сеть «Магнит», сеть «Пятёрочка», торгово-розничная сеть «Светофор», «Красное и белое», «Fix Price» а также сетевой магазин бытовой техники и электроники «DNS».

### Связь
Проводную связь предоставляют «Интерпроект», «Ростелеком», «Зелёная точка», а также ведомственная железнодорожная АТС с выходом на сеть общего пользования. Операторы сотовой связи — «Билайн», «МегаФон», МТС, «Теле2», «Ростелеком» и «Yota».
Доступ в Интернет обеспечивают городу следующие компании: ТТК (ЗАО «КомпанияТрансТелеКом»), ООО «МедиаСеть», ПАО «Ростелеком», ПАО «ВымпелКом».

### СМИ
Основная районная газета — «Грязинские известия» (учредитель — районная администрация). Также выпускается городская газета бесплатных объявлений, функционирует несколько городских интернет-сайтов.

## Административное устройство
В современных границах площадь Грязей составляет 33,14 км². Административного деления город не имеет, но условно можно выделить несколько районов (по бывшим сёлам, вошедшим в состав Грязей):
- Село Грязи
- Таволжанка

Существует «разговорное» деление Грязей на районы, вызванное относительной самостоятельностью каждого из них, поскольку во времена СССР город фактически представлял собой несколько крупных предприятий с построенным вокруг них одно- или многоэтажным жильём для своих сотрудников, и связанных между собой обширным частным сектором:
- Комбинат — по Грязинскому пищевому комбинату.
- Тюшевка — отделена от города линиями станции Грязи-Волгоградские и является крупнейшим районом города. Официально называется «Южный».
- ЦРБ — по Центральной районной больнице, в настоящее время самый быстроразвивающийся район города.
- Маринка — обширный частный сектор, ограниченный с одной стороны железной дорогой на Воронеж, с другой — рекой Матырой.
- Партсъезд — частный сектор, расположенный возле остановки общественного транспорта «XVIII партсъезд».
- Болото — сектор с многоэтажными домами, построенными на месте питомника, находящийся между Комбинатом, Городом и Тюшевкой.
- Нахал посёлок — частный сектор, расположенный южнее Болота, до железной дороги (Тюшевки).
- Городок или Военный городок — военный городок на юго-восточной окраине города.
- Город — центральная часть города.
- Монетка — частный сектор, часть Маринки, примыкающая к железной дороге.
- Собачий хутор — слева от комбината к речке Матыра.
- СХТ — за рекой, в сторону села Грязей.
- Орловские — юго-западная часть города. Назван район по одноимённой станции «Грязи-Орловские».
- Водоканал — частный сектор, расположенный после переезда через мост, напротив организации «Водоканал».
- ЦК или Центр культуры — район, граничащий с районом Город, расположен на берегу реки Матыры напротив села Грязи. Своё название берёт от здания Центра Культуры.
- Арбат — часть города, предназначенная для пеших прогулок и отдыха в гостинице «Грязи», также нельзя забывать про кинотеатр «Чайка»

## Фотографии старого города

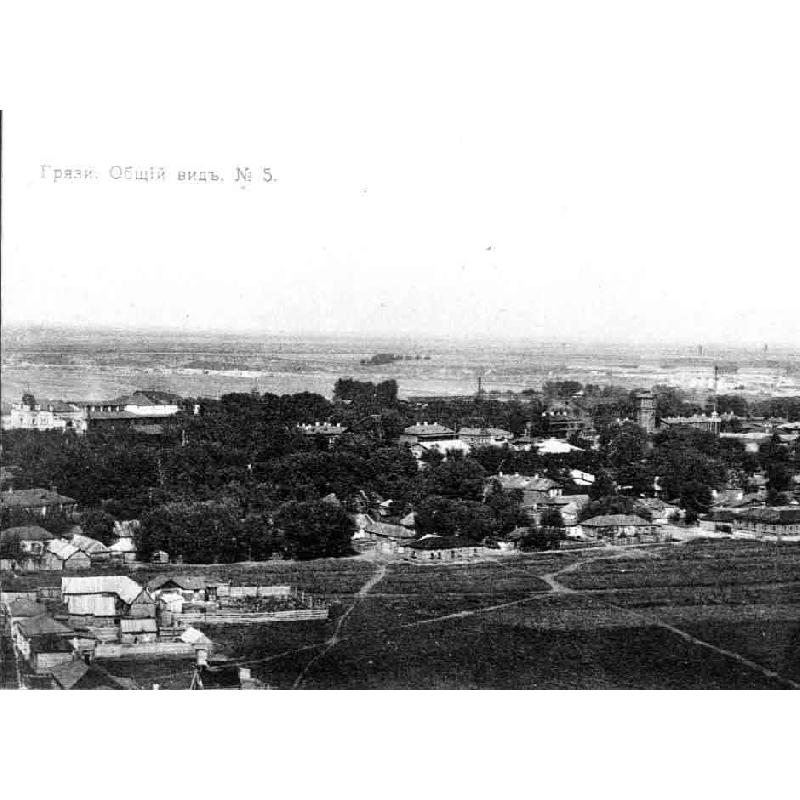
Общий вид города Грязи
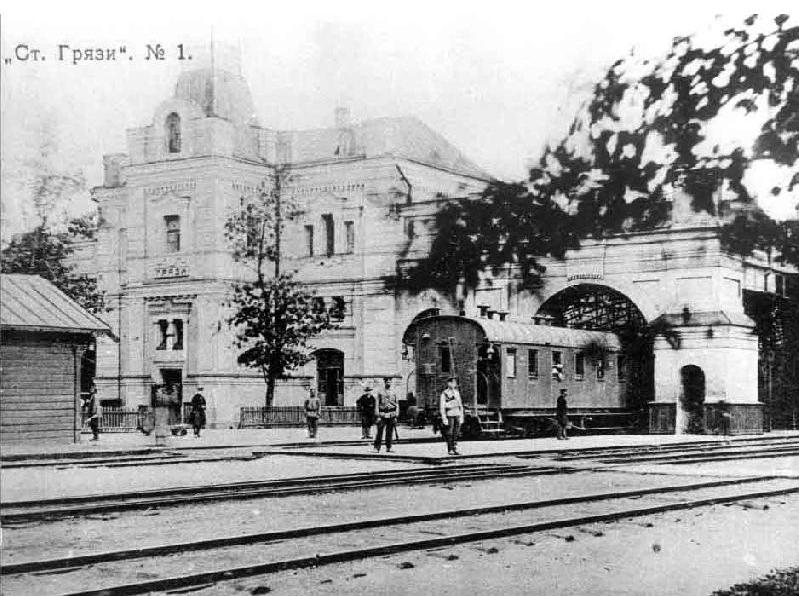
Станция Грязи
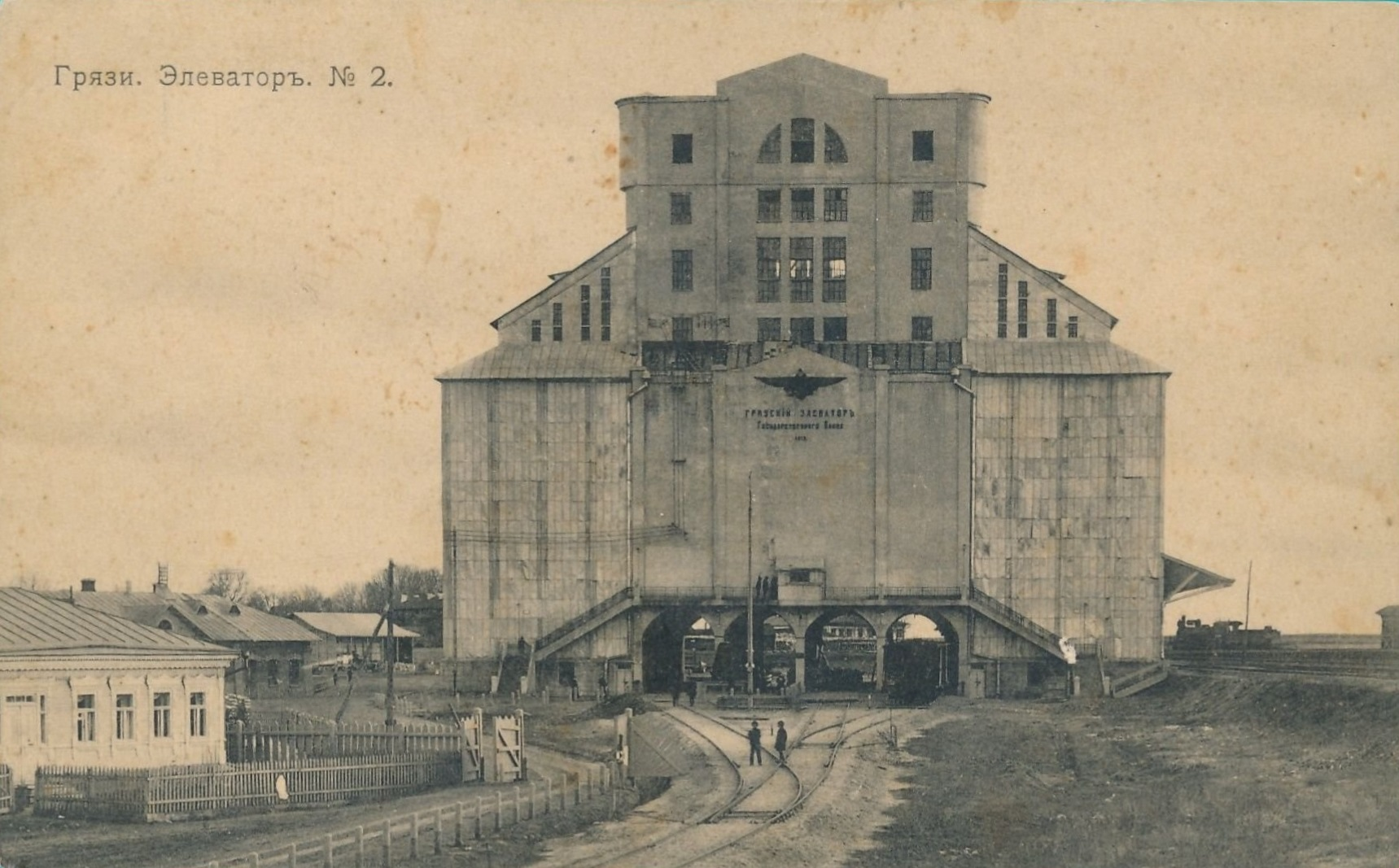
Элеватор
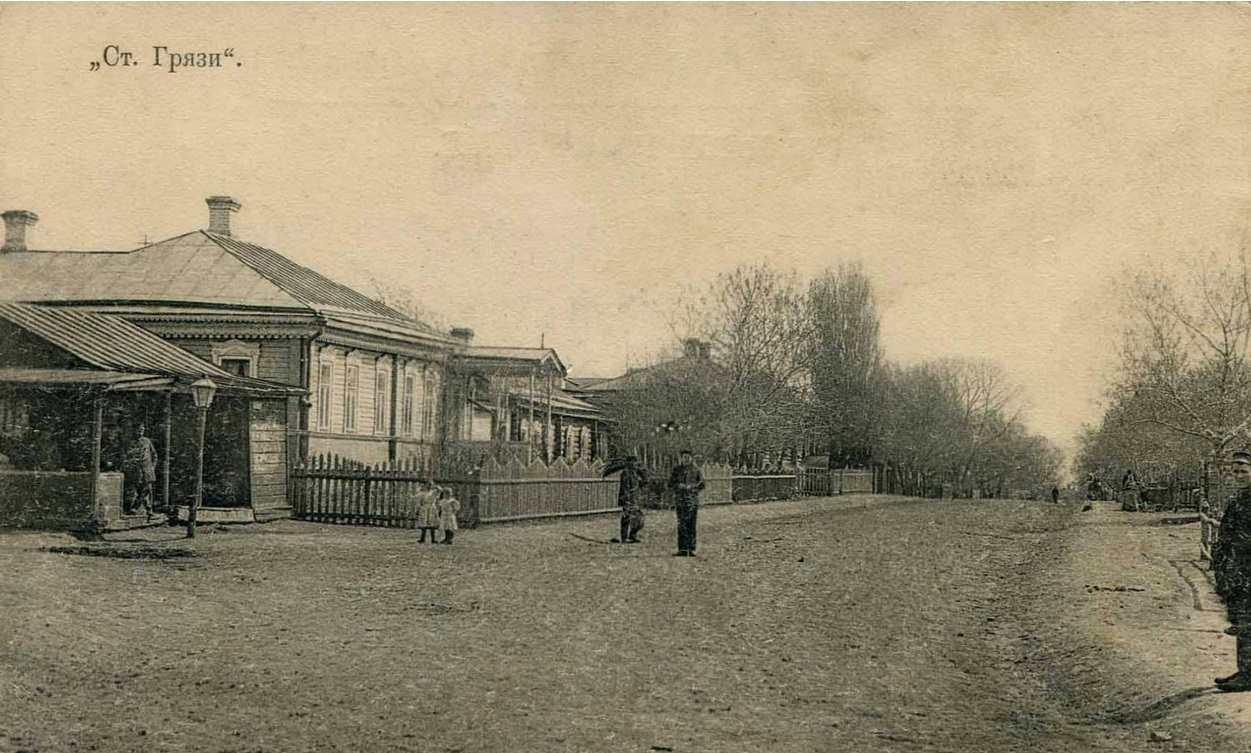
Станционная улица
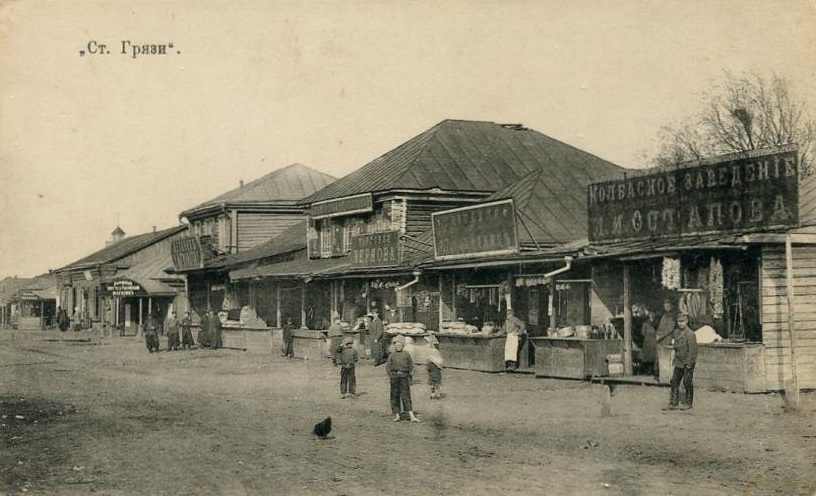
Торговая площадь